# Nanocamaleão
Brookesia nana, também conhecido como nanocamaleão, é uma espécie de camaleão do gênero Brookesia endêmica da floresta tropical montanhosa no norte de Madagascar. Foi descrito em 2021 e pode ser o menor réptil do mundo. É de uma cor marrom manchada e o macho adulto mede apenas 22 mm de comprimento total e a fêmea 29 mm de comprimento total.
Ao contrário da maioria dos outros camaleões, Brookesia nana não muda de cor e não vive em árvores na floresta, mas prefere o chão da floresta. Como outras espécies de Brookesia, as fêmeas são geralmente maiores que os machos. É um mistério porque é tão pequeno quando outros vertebrados crescem à medida que amadurecem.
A espécie foi descoberta pelo herpetólogo Frank Glaw e outros pesquisadores alemães em 2021 na floresta tropical do maciço Sorata, no norte de Madagascar. É provável que a espécie esteja em perigo.